# 21 Pułk Piechoty Honwedu
21 Pułk Piechoty Honwedu (HonvIR 21, HIR.21) – pułk piechoty królewsko-węgierskiej Obrony Krajowej.  
Pułk został utworzony w 1886 roku. Okręg uzupełnień – Koloszwar (obecnie Kluż-Napoka, węg. Kolozsvár, niem. Klausenburg) i Aiud.
Kolory pułkowe: szary (niem. schiefergrau), guziki złote. Skład narodowościowy w 1914 roku 62% – Rumunii, 34% – Węgrzy. 
Komenda pułku oraz I i III batalion stacjonował w Koloszwar, natomiast II batalion w Aiud (węg. Nagyenyed, niem. Straßburg am Mieresch).
W 1914 roku wszystkie bataliony walczyły na froncie bałkańskim. Bataliony wchodziły w skład 75 Brygady Piechoty Honwedu należącej do 38 Dywizji Piechoty Honwedu, a ta z kolei do XIII Korpusu 5 Armii.

## Dowódcy pułku
- płk Raimund Latzin (1914[3])